# .br
.br — в Інтернеті, національний домен верхнього рівня (ccTLD) для Бразилії.
На третій квартал 2020 року на ньому зареєстровано 4.5 млн доменних імен. Входить у десятку найбільших національних доменів. 

## Домени 2-го та 3-го рівнів
У цьому національному домені нараховується близько 1,430,000,000 вебсторінок (станом на квітень 2013 року).
Використовуються та приймають реєстрації доменів 3-го рівня наступні доменні суфікси (відповідно, існують такі домени 2-го рівня):
| Суфікс  | Регламентовані користувачі                                            |
| ------- | --------------------------------------------------------------------- |
| .com.br | Комерційні установи, корпорації                                       |
| .edu.br | Наукові та дослідницькі установи, коледжі, університети або інститути |
| .fam.br | Родини, приватні особи                                                |
| .gov.br | Державні та урядові установи                                          |
| .mil.br | Військові організації                                                 |
| .net.br | Провайдери, організації, пов'язані з мережами                         |
| .org.br | Неприбуткові, неурядові організації                                   |
| .pro.br | Професійні організації                                                |